# 芸名

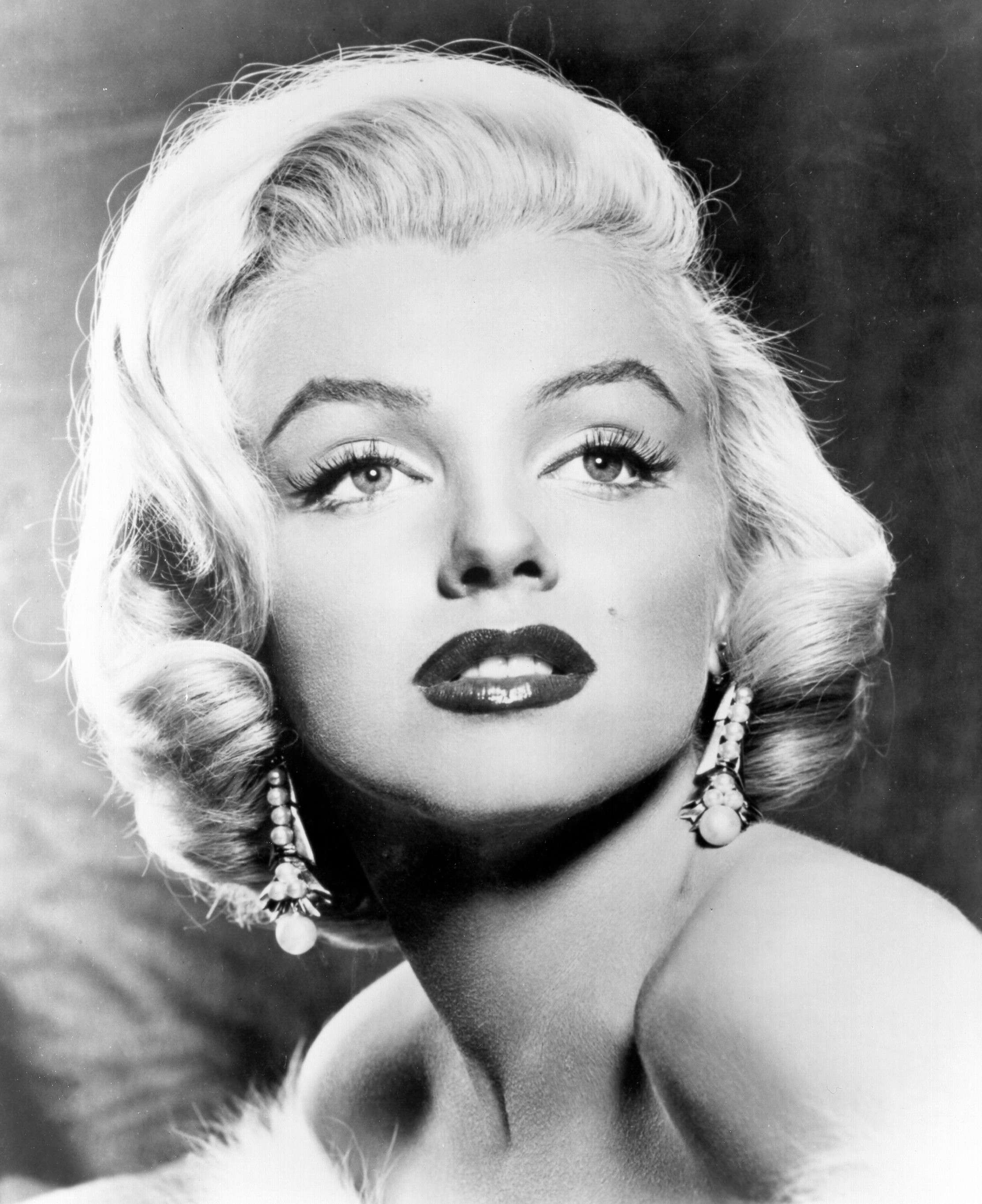
ノーマ・ジーン・モーテンソンは意図的に魅力的なマリリン・モンローという芸名を付けた後、有名になった。1946年に20世紀フォックスの幹部によって選ばれた「モンロー」という姓は、彼女の母親の名字であり、「マリリン」という名前はブロードウェイスターのマリリン・ミラーからとったものである。

芸名（げいめい）は、俳優・ミュージシャン・コメディアン・パフォーマーといった芸能人が芸能活動をする上で本名のほかに持つ名。芸名は様々な理由で採用されている。状況によっては、使用者が芸名を本名として正式に採用する場合もある。

## 芸名を使用する理由
芸名を使用する理由は様々である。本名が魅力的ではない、意図とせず面白いとみなされる、望ましくないイメージを投影する、発音や綴りが難しい場合、個人情報を守るため。である。また、他の有名人と同一ではないが類似している名前、別の著名人によって既に使われている場合も芸名が使用される。時々芸能人は注目を浴びるため、珍しいまたは風変わりな名前を芸名にする。本名と芸名が同じ者の内、難読で読み辛い場合はフルネームが平仮名若しくは片仮名表記にして芸名とする例と難読の名字だけ平仮名表記にして芸名とする例がある。転職を意識している場合、例えばポルノスターは匿名性を維持するために芸名を使用する。作家の間で同等の概念は「ペンネーム」と呼ばれる。また歌舞伎や落語など伝統芸能で「何代目○○」と襲名される芸名は名跡と呼ばれる。

## 法律

### 商標
日本では商標法第4条第1項第8号によると、他人の著名な芸名を含む商標については商標登録を受けられない場合がある。ありふれた名前は商標法第3条第1項第4号の拒絶理由に該当する場合がある。
中国では第三者でも登録可能だが、本人の名前や芸名を許諾なく商標登録した場合は無効審判等で取り消される。
アメリカではアーティスト名等が商標としての識別力が問題で拒絶されることはほとんどないが、単に人物を指すのではなくシリーズ作品の出所表示として使用した実績があることを証明しなければならず、他人が出願した場合は拒絶となる。

### 芸名の権利関係
原則として、芸名に著作権等の知的財産権は発生しない。
移籍した後も芸名の利用が行えないという契約が事務所と交わされる場合があるが、公正取引委員会は契約終了後にまで不当に芸能活動を制限することは私的独占の禁止及び公正取引の確保に関する法律（独占禁止法）違反にあたるとの見解を示した。また、芸名については加勢大周、愛内里菜、ロックバンドグループFEST VAINQUEUR等が、それぞれ元事務所と裁判の上で「社会的相当性を欠き、公序良俗に反するもので無効」との判断で継続利用となっている。